# Путешествие (фильм, 1966)
«Путешествие» — советский киноальманах 1966 года, снятый на киностудии «Мосфильм» по трём рассказам Василия Аксёнова «Папа, сложи!», «Завтраки сорок третьего года» и «На полпути к Луне».
Премьера состоялась 30 мая 1967 года. Фильм посмотрели 3,2 млн зрителей.

## Папа, сложи!
Сюжет:
30-летний Сергей, бывший футболист, подводит итоги своей жизни после разлада в семье.
В ролях:
- Владимир Рецептер — Сергей
- Светлана Скорая — Оля
- Анастасия Вознесенская
- Василий Ливанов
- Вячеслав Невинный
- Владимир Ферапонтов
- Арнольд Колокольников
- Олег Смирнов
- Александр Петров
- В. Бутенко
- В. Юрковский
- Валентина Ананьина

Съёмочная группа:
- Автор сценария: Василий Аксёнов
- Режиссёр-постановщик: Инесса Селезнёва
- Оператор: Евгений Васильев
- Композитор: Георгий Фиртич

## Завтраки сорок третьего года
Сюжет:
Тридцатилетний герой, вспоминает суровое детство в годы Великой Отечественной войны, встретив своего обидчика.
В ролях:
- Алексей Эйбоженко — Пётр
- Всеволод Ларионов — Он
- Владимир Басов — пассажир
- Павлик Борискин — Пётр (в детстве)
- Рональд Гравис — Он (в детстве)
- Коля Пыркин — Лёка
- Боря Кукушкин — Казак
- Майя Булгакова — эпизод
- Тамара Логинова — эпизод
- Алексей Строев — эпизод

Съёмочная группа:
- Автор сценария: Василий Аксёнов
- Режиссёр-постановщик: Инесса Туманян
- Оператор: Александр Кольцатый
- Композитор: Николай Каретников

## На полпути к Луне
Сюжет:
Водитель самосвала таёжного леспромхоза Кирпиченко летит из Хабаровска в Москву. Его случайная встреча с девушкой заставила Кирпиченко задуматься о жизни и её ценностях.
В ролях:
- Анатолий Азо — Кирпиченко
- Елена Брацлавская — Таня
- Наталья Суровегина — Лариска
- Лев Дуров — Банин
- Валерий Носик — морячёк
- Василий Аксёнов — Пётр
- Игорь Бастриков — эпизод
- Людмила Баулина — эпизод
- И. Долгополова — эпизод
- А. Курицын — эпизод
- Андрей Ладынин — эпизод
- Елена Филатова — эпизод
- Нелли Снегина — эпизод

Съёмочная группа:
- Автор сценария: Василий Аксёнов
- Режиссёр-постановщик: Джемма Фирсова
- Оператор: Александр Дубинский